# Là-bas - Educazione criminale
Là-bas - Educazione criminale è un film del 2011 scritto e diretto da Guido Lombardi.

## Trama
Yussouf, dopo essere stato mantenuto per anni da un suo zio africano residente in Italia, decide di partire dall'Africa alla volta di Castelvolturno nella speranza di una vita migliore. Ben presto scopre che la fortuna di suo zio deriva da introiti della droga, capo di uno dei tanti clan africani che si spartiscono la gestione dello spaccio nel territorio casalese.
Ma quello che Yussouf e i suoi amici e parenti non sanno è che i clan camorristici sono stanchi di rivaleggiarsi con gli immigrati sul "loro" territorio, ragion per cui la rivalità fra camorristi e spacciatori africani finirà in un bagno di sangue.
Attratto dalla "via facile", come è chiamata dai suoi connazionali, ma preoccupato delle conseguenze, Yussouf dovrà scegliere se aggregarsi con lo zio o scegliere un'occupazione pulita.

## Produzione
Nel 2006, il documentarista Guido Lombardi scrisse insieme ad alcuni collaboratori una sceneggiatura intitolata Là bas (let. "laggiù"), la cui storia trattava il fenomeno camorristico visto da un altro punto di vista: quello delle comunità di immigrati africani, e dello scontro fra le due realtà per il controllo del traffico di droga finito nel sangue. Il 18 settembre 2008, a Castel Volturno una squadra di sicari referente al clan dei casalesi entrò nel quartiere africano della città, uccidendo sei persone; la strage, dalla carta alla realtà, portò i produttori a rivedere il progetto, trasformandolo in un film basato proprio sulla vicenda.
Ad aiutarsi nella scrittura dei dialoghi e dei dettagli relativi alle relazioni camorra-clan africani e alle rivalità interne della comunità africana, Lombardi si è avvalso della lettura di «atti processuali, ordinanze di carcerazione e verbali di magistrati» e della consulenza dello scrittore Sergio Nazzaro.
Non appena il progetto del «Gomorra nero», come ribattezzato dai realizzatori, di Lombardi ottenne visibilità, Rai Fiction, Eskimo, Minerva Pictures e Figli del Bronx di Gaetano Di Vaio si accordarono per coprodurlo.
Dopo i primi movimenti dei produttori sul territorio (es. volantinaggio, avvisi di ricerca attori per provini), Di Vaio, il produttore Dario Formisano e Maurizio Gemma, direttore generale di Film Commission Campania, furono convocati alla sede del Comune di Castel Volturno dal sindaco Antonio Scalzone per ragguagli e potenziali concordati fra le istituzioni locali e i produttori. L'incontro, definito «cordiale» da Di Vaio, nonostante le buone premesse, non fruttò alcuna intesa di partenariato per le due parti.
Forse per la mancata apertura al film, Di Vaio, in un'intervista, criticò il comportamento di Scalzone, parlando di presunti tentativi di boicottaggio alla realizzazione da lui attuati. Il sindaco, da parte sua, replicò alle accuse con una missiva alla redazione di Campania C'Entro, spiegando che alla natura dei suoi gesti, interpretati come mosse di boicottaggio, vi sarebbe stata la volontà di difendere il nome della città da ulteriori spettacolarizzazioni alla luce dell'eco propagatosi a livello internazionale della strage e quindi di volere conoscere nei dettagli la natura del progetto.
A promuovere il film a livello casalese, il gruppo dei Missionari Comboniani e il centro migranti Mammut .

### Cast
Dopo un processo di casting durato più di un anno coadiuvato da Film Commission Regione Campania, Assessorato regionale al lavoro Campania e Gesco Campania, furono scelti veri immigrati senza esperienze artistiche al fine di rendere più realistica l'opera. Il beninese Abdou Kader Alassane fu confermato come protagonista a fianco di Mose Mone, Suad Elisha, Asetù Fatima Traore e Germain Billi Serigne Faye in altri ruoli . L'unica eccezione nel cast è rappresentata dall'attrice di cinema e teatro Esther Elisha.
Secondo Guido Lombardi, sarebbe emerso dalle diverse audizioni tenute «che la zona della sparatoria, dove bazzicano trafficanti ghanesi, sia stata addirittura indicata da un nigeriano rivale», lasciando «intuire quale scontro vi sia tra le etnie e i clan che operano tra Pescopagano-Baia Verde-Castel Volturno e il Lago Patria».
Gli unici attori professionisti sono: Salvatore Ruocco, che recita nel ruolo di Giuseppe Setola, capo dei casalesi e ideatore della strage, e Marco Mario de Notaris.

### Riprese
Le riprese sono state realizzate a Castel Volturno tra l'ottobre e il dicembre 2010. Il film è stato girato al 90% in lingua francese ed inglese, idiomi veicolari dell'eterogenea comunità d'immigrati africani.
(Gaetano Di Vaio sul film.)

### Post produzione
Il film è entrato in postproduzione nel dicembre 2010.

## Promozione
Il primo trailer è stato pubblicato su YouTube il 24 agosto 2011 dal canale ufficiale di Guido Lombardi.
Durante la gara alla Settimana della Critica del festival di Venezia 2011, il 5 settembre, è stato ricreato un finto sbarco di clandestini con gommone sul lido veneziano con a bordo i protagonisti dell'opera per promuovere il titolo e, nel contempo, dare un messaggio nel contesto mediatico e sociale sull'immigrazione creatosi in Italia.

## Distribuzione
Il 29 dicembre 2010, alla presenza speciale di Abel Ferrara, furono proiettati i primi sei minuti estratti dal film, ancora in fase di montaggio , alla 15ª edizione del Capri Hollywood.
È stato tra i finalisti dell'edizione 2010 del Sonar Script Festival, all'interno della categoria Sonar Script. Inoltre, è stato presentato dalla Minerva Pictures al Martin Gropius Bau all'interno dell'EFM di Berlino nel febbraio 2011.
Nell'aprile 2011, Gaetano di Vaio, presidente di Figli del Bronx, parlò all'Ansa del film, esprimendo la sua speranza nel potere vedere gareggiare il film al Quinzaine des Réalisateurs, selezione parallela interna al festival di Cannes 2011, ma il titolo non figurò alla pubblicazione dell'elenco dei candidati ufficiali alla selezione. Di partecipare a Cannes 2011, se ne era già parlato alcuni mesi addietro, durante l'anteprima del film al Capri Hollywood 2010.
Dopo aver espresso interesse nel partecipare al festival di Venezia 2011, a fine luglio il film fu confermato nella lista dei titoli in concorso alla 26ª Settimana Internazionale della Critica, un cartello integrato alla Mostra istituito dal Sindacato Critici Cinematografici. La Bâs fu scelto da un gruppo di 4 critici, valicando gli altri circa 300 titoli in gara per l'evento.
Il film dovrebbe essere distribuito da 01 Distribution. L'uscita era originariamente prevista per il periodo aprile/maggio 2011.

## Curiosità
Il film è interamente girato con Canon 5D e Canon 7D.

## Riconoscimenti
- 2011 - Mostra internazionale d'arte cinematografica di Venezia
  - Premio Venezia Opera prima "Luigi De Laurentiis" a Guido Lombardi
  - Premio del pubblico "Kino" – Settimana della Critica
- 2012 - Bari International Film Festival
  - Premio Francesco Laudadio a Guido Lombardi
- 2012 - David di Donatello
  - Nomination Miglior regista esordiente  a Guido Lombardi[25]